# Cheon Un-yeong
Cheon Un-yeong es una escritora surcoreana.

## Biografía
Cheon Un-yeong nació en 1971 en Seúl, Corea del Sur. Fue al Instituto de Artes de Seúl, donde estudió Escritura Creativa; a la Universidad Hanyang, donde se licenció en Periodismo; y a la Universidad de Corea, donde obtuvo un máster en Literatura. Aunque no ha escrito muchas obras, es considerada una escritora innovadora en la literatura coreana y sus obras han sido objeto de numerosos análisis.

## Obra
Su obra se aleja de forma significativa de temas como el amor, las relaciones extramatrimoniales y los asuntos de clase media urbana que caracterizan muchas de las obras de ficción de las escritoras en los noventa. Las mujeres en el mundo de ficción de Cheon Un-yeong no están definidas por el modo en que reaccionan a la manera tradicional en que son vistas y tratadas las mujeres, sino por sus tendencias hedonistas y sus instintos primitivos. Esa visión de la mujer se expresa a menudo a través de imágenes viscerales y sorprendentes. "Respiración" trata de una mujer mayor que trabaja en una carnicería y saborea con entusiasmo cada una de las partes de la carne de vaca que tiene a la venta. Come trozos crudos del cerebro vacuno como si fuera un manjar, cree que el hígado es una cura para el mareo y los intestinos lo son para la indigestión. Su pasión por la carne es llevada al extremo más grotesco cuando empieza a desear probar el feto de una vaca. En "La aguja", la protagonista es una tatuadora que disfruta viendo brotar la primera gota de sangre de la piel. La agresión femenina personificada en el acto de tatuar contrasta con la hombría representada por un monje, cuyo asesinato proporciona el misterio que hace que la narración prosiga. Cheon Un-yeong encuentra la fuente de tales agresiones en el prolongado estado de opresión, alienación o miedo. En "La aguja", el trabajo de la protagonista como tatuadora es paralelo el trabajo de su madre como bordadora y apunta a la relación infeliz de su madre con un monje. En "Tu océano", las imágenes violentas de anguilas retorciéndose al ser peladas vivas acentúa el sentimiento de abandono de la protagonista por la ausencia de un padre. Las conductas agresivas son un mecanismo de defensa contra la cruda realidad.

## Obras en coreano (Lista parcial)
- La aguja (2001)
- La alegría (2004)
- El modo en que ella utiliza las lágrimas (2008)
- El gengibre (2011)
- Como sabes tú, madre (2013)